# Otoscoop

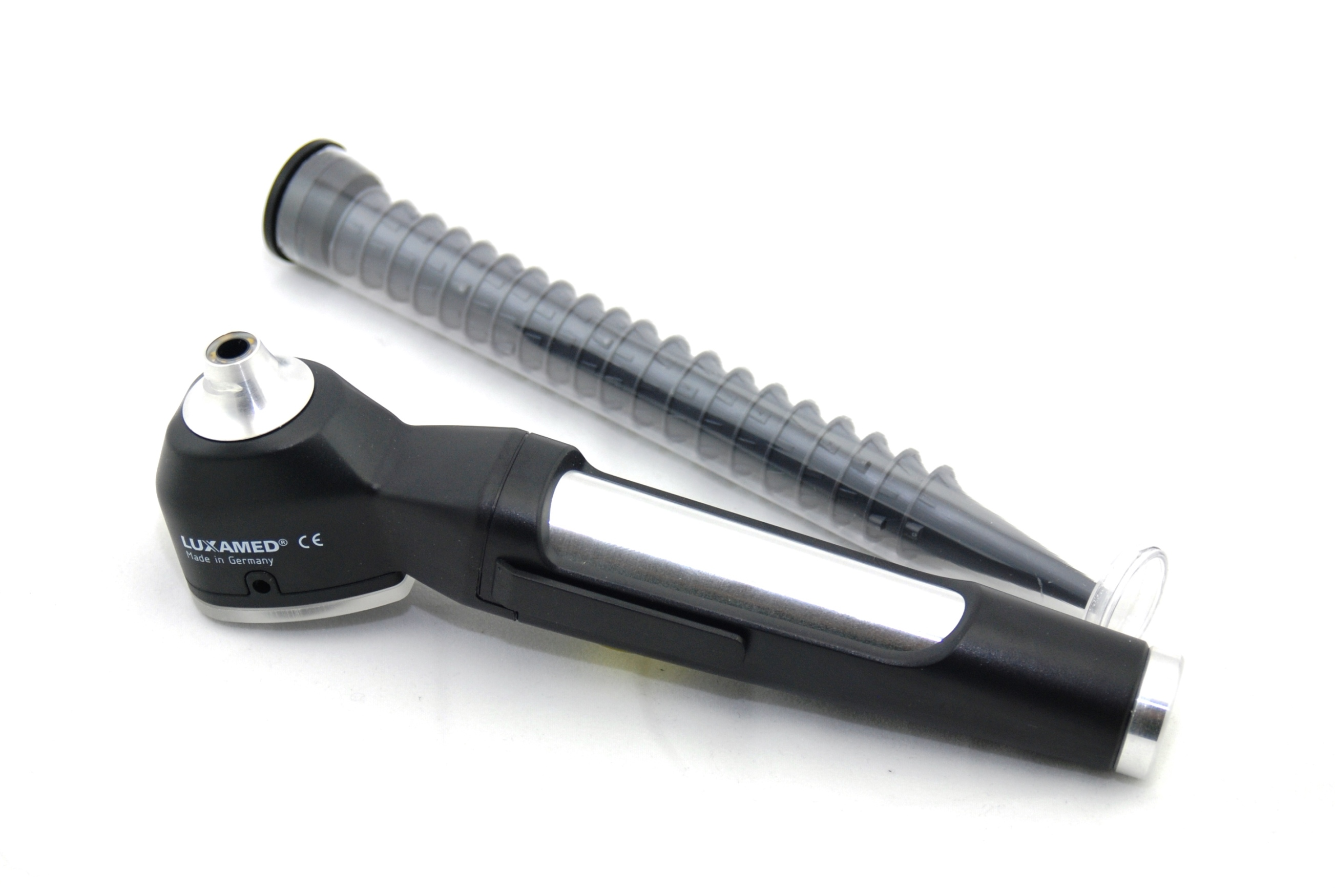
Een otoscoop, met daarachter een tube wegwerpuiteinden

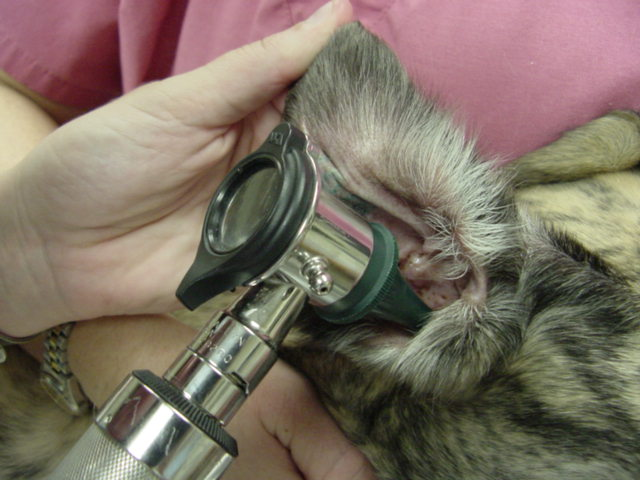
Gebruik bij onderzoek aan het oor van een hond

Een otoscoop of auriscoop is een medisch instrument, dat gebruikt wordt om de gehoorgang en trommelvlies te inspecteren.
Het woord otoscoop komt van het Griekse ωτιον (otion) = oor en σκοπεω (skopeo) = kijken naar, waarnemen. Auriscoop komt van het Latijnse auris = oor en hetzelfde Griekse σκοπεω.
Een otoscoop bestaat uit een handvat en een kop. De kop bevat een elektrisch lampje en een loep. Beide maken het mogelijk om met voldoende licht de inspectie te kunnen uitvoeren. Over de voorkant van de otoscoop kan een trechtervormig wegwerpspeculum worden geplaatst. Om het trommelvlies goed in beeld te krijgen trekt de onderzoeker zachtjes aan de oorlel het oor naar achter boven. Hierdoor wordt de gehoorgang verlengd en vermindert de s-curve tijdelijk. Hierna kan de onderzoeker om beter zicht op het trommelvlies te krijgen het speculum inbrengen. Door nu door de te kijken aan de achterkant van het instrument kan de gehoorgang en het trommelvlies worden geïnspecteerd. De meeste otoscopen hebben de mogelijkheid om de loep weg te draaien zodat er met instrumenten door de kop van de otoscoop bijvoorbeeld oorsmeer (cerumen) verwijderd kan worden. Daarnaast hebben de meeste otoscopen de mogelijkheid om een blaasbalg te bevestigen om de luchtdruk in de gehoorgang te kunnen veranderen om zo de bewegelijkheid van het trommelvlies te kunnen zien. 
Er bestaan zowel mobiele, op batterijen, als aan de muur bevestigde, werkend op netstroom, otoscopen. 
Ziekten die met de otoscoop te diagnosticeren zijn zijn onder andere otitis externa (ontsteking van de gehoorgang), otitis media (middenoorontsteking) en beschadigingen van het trommelvlies. Ook kan de otoscoop met het speculum voor een neusinspectie worden gebruikt, en met een speciaal opzetstuk ook om het netvlies van een oog te inspecteren. Zonder opzetstuk kan de otoscoop voor bijschijnen tijdens een inspectie van de keel worden gebruikt.

## Geschiedenis
De voorloper van de otoscoop is de oortrechter die vanaf 1862 in verschillende uitvoeringen op de markt kwam. De otoscoop is in 1883 uitgevonden door John Brunton. Hij gebruikte voor een deel de techniek zoals deze ook gebruikt wordt bij de oogspiegel. De eerste otoscoop bestond uit een korte buis met aan het ene uiteinde een verwisselbaar speculum (in verschillende uitvoeringen) en aan het andere uiteinde een loep. Bovenop was een trechter bevestigd waardoor zonlicht (of het licht van een olielamp) werd opgevangen. Het opgevangen licht werd in de buis weerspiegeld door een spiegel met centrale opening. De arts had nu door de loep en het gat in de spiegel zicht op een verlicht trommelvlies. Om de lichtopbrengst te optimaliseren werd de otoscoop verzilverd uitgevoerd. In het begin van de twintigste eeuw werd in de trechter een lampje bevestigd.